# David McKenzie (Leichtathlet)
David Colin McKenzie (* 3. September 1970) ist ein ehemaliger britischer Sprinter, der sich auf den 400-Meter-Lauf spezialisiert hatte.
1994 erreichte er bei den Leichtathletik-Europameisterschaften in Helsinki und bei den Commonwealth Games in Victoria im Einzelbewerb jeweils das Halbfinale und siegte mit der britischen bzw. englischen Mannschaft in der 4-mal-400-Meter-Staffel. Auch beim Leichtathletik-Weltcup in London triumphierte er mit der britischen 4-mal-400-Meter-Stafette.
Bei den Leichtathletik-Weltmeisterschaften 1995 in Göteborg kam er mit der britischen 4-mal-400-Meter-Stafette auf den vierten Platz.
Seine persönliche Bestzeit von 45,47 s stellte er am 12. Juni 1994 in Sheffield auf.